# Ладде, Корнелия
Корнелия Ладде (нидерл. Cornelia Laddé, 27 октября 1915 — 18 сентября 1996) — нидерландская пловчиха, призёр Олимпийских игр.

## Биография
Родилась в 1915 году в Нидерландской Ост-Индии. В 1932 году приняла участие в Олимпийских играх в Лос-Анджелесе где завоевала серебряную медаль в эстафете 4×100 м вольным стилем; также участвовала в состязаниях на дистанции 100 м вольным стилем, но не прошла дальше полуфинала.